# Parafia Matki Bożej Bolesnej w Przemyślu
Parafia Matki Bożej Bolesnej w Przemyślu – parafia greckokatolicka w Przemyślu, w dekanacie przemyskim archieparchii przemysko-warszawskiej. Założona w 1996. Mieści się przy ulicy Salezjańskiej. Prowadzi ją zakon bazylianów.